# Instax
Instax (stilizzato instax) è un marchio di fotocamere istantanee e pellicole istantanee commercializzate dall'omonima azienda, sussidiaria di Fujifilm. Inizialmente lanciato solo nel mercato europeo, arriva in Nord America solo in seguito al fallimento di Polaroid Corporation nel 2008.
La prima fotocamera e relativa pellicola, Instax Mini 10 e Instax Mini, furono messe in commercio nel 1998. La pellicola Wide e la relativa fotocamera furono introdotte l'anno successivo. La pellicola Instax Square e la relativa fotocamera sono stati messi in commercio nel 2017.

## Pellicole istantanee
Instax produce tre diversi formati di pellicole istantanee a colori:
- Mini: formato 54 x 86 mm (2,1 x 3,4 in), immagine 46 x 62 mm (1,8 x 2,4 in);
- Square: formato 72 x 86 mm (2,8 x 3,4 in), immagine 62 x 62 mm (2,4 x 2,4 in);
- Wide: formato 108 x 86 mm (4,2 x 3,4 in), immagine 99 x 62 mm (3,9 x 2,4 in).

Instax Monochrome, in bianco e nero, è disponibile nei formati Mini e Wide.

## Prodotti in commercio

### Instax mini
- Mini 8
- Mini 9
- Mini 11
- Mini 40
- Mini 60
- Mini 70
- Mini 90
- Mini Evo
- Mini LiPlay

### Instax SQUARE
- Square SQ1
- Square SQ40
- Square SQ6
- Square SQ10
- Square SQ20

### Instax WIDE
- Wide 210
- Wide 300